# Johannes Ibach

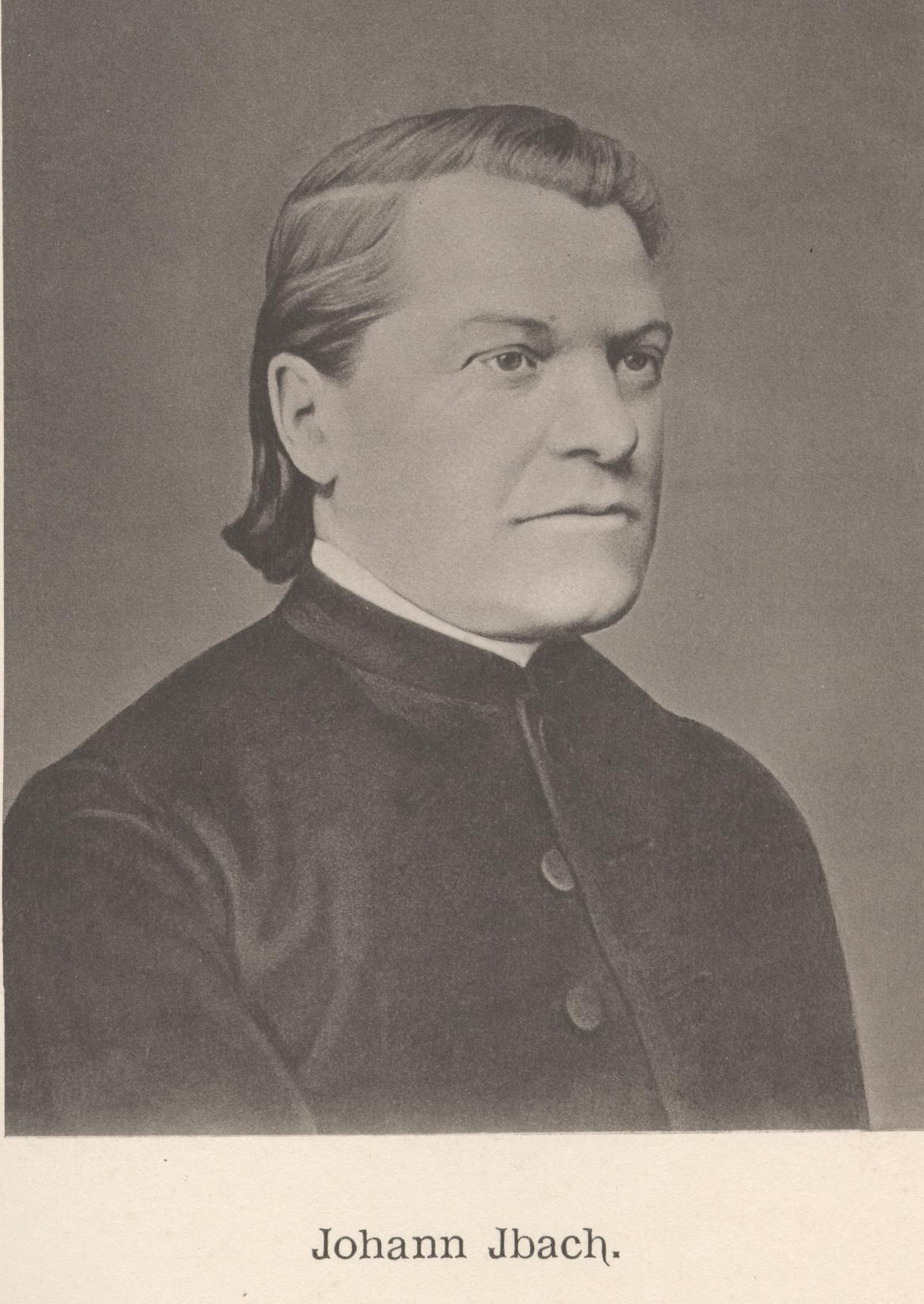
Johannes Ibach, Lichtdruck aus: "Die Katholische Kirche in Deutschland, repräsentiert durch ihre Wortführer", Würzburg 1878.

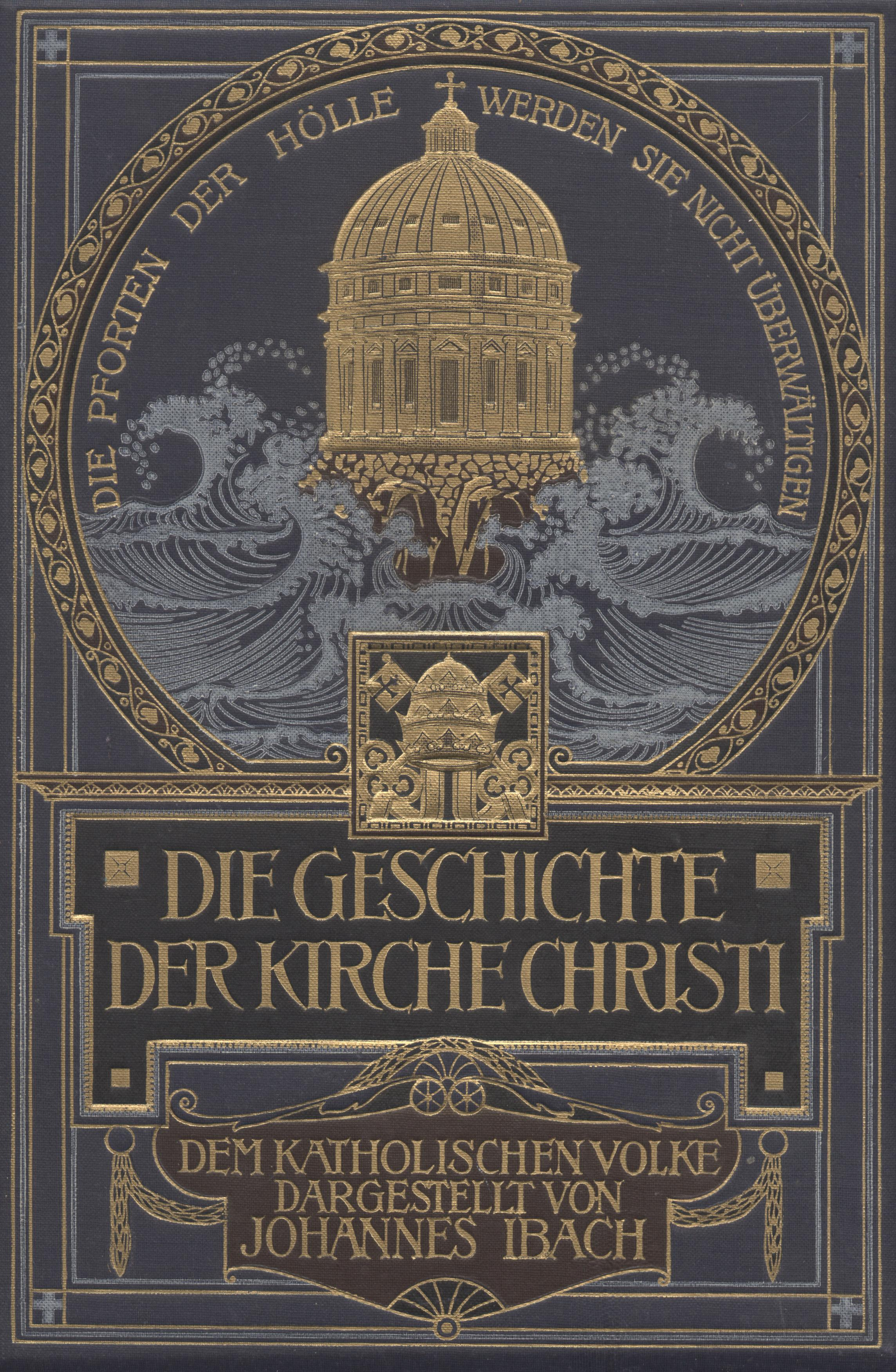
Johannes Ibachs literarisches Hauptwerk, seine monumentale Kirchengeschichte

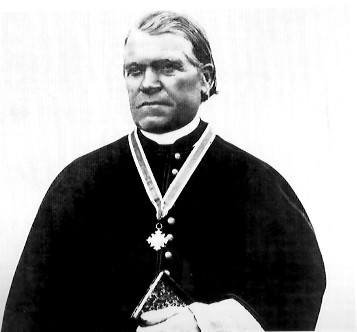
Johannes Ibach, Foto, 1869

Johannes Ibach (* 30. August 1825 in Frankfurt am Main; † 2. Februar 1908 in Villmar) war katholischer Priester, Limburger Domherr, 1873–1880 Zentrums-Abgeordneter im Preußischen Abgeordnetenhaus, katholischer Historiker, Publizist und Buchautor.  

## Leben
Johannes Ibach wurde in Frankfurt am Main als Sohn des Buchdruckermeisters Franz Nikolaus Ibach und seiner Ehefrau Franziska Ibach geboren. Nach Gymnasiumsbesuch in seiner Heimatstadt studierte der junge Mann in Tübingen, Würzburg, Freiburg und München. Es schloss sich ein Jahr im Priesterseminar Limburg an der Lahn an, bevor er am 21. August 1850 von seinem Freund und Förderer Bischof Peter Josef Blum die Priesterweihe erhielt. Dieser bestimmte ihn zunächst zu seinem Hauskaplan, dann avancierte Ibach 1852 zum zweiten Limburger Domvikar und zum Ordinariatssekretär. In dieser Stellung blieb er bis 1858. In jenem Jahr gründete er mit anderen Priestern zu Marienthal im Rheingau eine "vita communis" nach der Regel von Bartholomäus Holzhauser, wurde aber vom Bischof zurückberufen, nachdem die Nassauische Landesregierung die Gemeinschaft auflösen und ihre Mitglieder des Landes verweisen wollte. Blum schickte Ibach zunächst auf Reisen und ernannte ihn im Herbst 1861 zum Pfarradministrator von Limburg, am 21. Mai 1862 zum dortigen Titularpfarrer. Als regulärer Pfarrer konnte er nicht installiert werden, da ihn die Regierung auf diesem wichtigen Posten nicht haben wollte. Johannes Ibach erlangte überregionale Bekanntheit, da er sich als Schriftsteller hervortat, Diözesanpräses aller katholischen Gesellenvereine im Bistum Limburg wurde und in dieser Eigenschaft auf dem Trierer Katholikentag 1865 erstmals als Verbandsredner auftrat. Dort traf er mit dem ebenfalls anwesenden Gesellenvater Adolph Kolping zusammen. Auch auf weiteren Katholikentagen (Mainz 1871, Aachen 1879, Bonn 1881, Düsseldorf 1883) fungierte Ibach als Redner. Er initiierte die Erbauung der südlichen Querhaustürme des Limburger Doms, seiner Pfarrkirche, zwischen 1863 und 1865.
Johannes Ibach stand 1869 auf der Vorschlagsliste als Limburger Domherr, wurde aber von der preußischen Regierung als "persona minus grata" abgelehnt. Bischof Blum übertrug dem Priester daraufhin am 1. Oktober 1869 die Pfarrei Villmar nahe Limburg, in der er bis zu seinem Tod wirkte. Er befruchtete das Gemeindeleben, gründete mehrere Bruderschaften, leitete zwei Restaurierungen der Pfarrkirche an (1870 und 1898), sorgte für die Neuanlage des Friedhofs (1870), für die Errichtung der Loretokapelle (1876), den Wiederaufbau des durch Blitzeinschlag abgebrannten Kirchturmes (1884/85), den Neubau der Orgel (1886), den Bau des neuen Pfarrhauses (1890) und den Bau des Schwesternhauses (1903/04). Durch Vermittlung Ibachs wurde zudem im Jahr 1894 das König-Konrad-Denkmal auf dem Bodenstein bei Villmar errichtet. Am 11. November 1886 ernannte man ihn zum Dekan des Landkapitels Limburg; er resigniert als solcher am 9. Februar 1904. Nach einer ersten Romreise im Jahr 1871 wurde Johannes Ibach 1887 von Bischof Karl Klein erneut nach Rom gesandt und überbrachte Papst Leo XIII. 11 000 Mark als Geschenk der Diözese, anlässlich dessen Goldenen Priesterjubiläums.
Am 4. November 1873 wurde Johannes Ibach als Zentrums-Abgeordneter für den Wahlkreis Daun-Prüm-Bitburg ins Preußische Abgeordnetenhaus gewählt. Dieses Mandat übte er bis Oktober 1880 aus. Während des Kulturkampfs verfasste er mehrere Schriften, die Positionen der katholischen Kirche vertraten. Am 17. Mai 1888 wurde Johannes Ibach zum Päpstlichen Kammerherrn (Monsignore) ernannt und mit dem Orden Pro Ecclesia et Pontifice ausgezeichnet. Wegen der sich entspannenden politischen Situation wurde er schließlich auch zum Limburger Domherren gewählt. Aus Anlass seines Goldenen Priesterjubiläums im Jahr 1900 wurde er staatlicherseits mit dem Roten-Adler-Orden IV. Klasse geehrt. Ibach starb am 2. Februar 1908 und fand seine letzte Ruhestätte an der Südseite der Villmarer Pfarrkirche.
Im gesamten deutschen Sprachraum bekannt wurde Johannes Ibach durch seine einbändige Kirchengeschichte „Geschichte der Kirche Christi“, die zwischen 1899 und 1919 in mehreren Auflagen, im Benziger Verlag Einsiedeln erschien. Sie ist antiquarisch heute noch weit verbreitet und bietet auf rund 1000 großformatigen Seiten, mit 48 Farbtafeln und über 560 Textbildern reiches Quellen- und Bildmaterial. Das Werk wurde angeregt durch Ibachs Freund Johannes Janssen.

## Schriften
- Die Geschichte der Kirche Christi. Benziger, Einsiedeln, 1899 (Hauptwerk).
- Der Dom zu Limburg. In: Franz Bock (Hrsg.): Rheinlands Baudenkmale des Mittelalters, Bd. 2. Köln und Neuss 1868.
- Der Kampf des modernen Staates gegen die Kirche und sein Ziel. Beleuchtet in Briefen an einen preußischen Landtags-Abgeordneten. Frankfurt am Main 1873.
- Der Culturkampf vor dem Richterstuhl seiner eigenen Gesetze. Brück, Luxemburg 1877.
- Der Sozialismus im Zeitalter der Reformation. In: Frankfurter zeitgemäße Broschüren, Neue Folge, Bd. 1, Frankfurt am Main 1880.
- Das Leben der heiligen Jungfrau Elisabeth von Schönau. Limburg 1898.